# SDCH
SDCH（英語：Shared Dictionary Compression for HTTP）是Google基于VCDIFF（RFC 3284）创建的数据压缩算法。它已在最近版本的Google Chrome、Chromium和Android中支持，并被Google系列网站支持。
SDCH使用预先协商的字典“热身”其编码或解码前的内部状态以达成其效果。字典内容可以已在本地存储，或者已从某个源上载并缓存。